# 絲川英夫
絲川英夫（日语：〔〕／ Itokawa Hideo；1912年7月20日—1999年2月21日），生於日本東京市麻布區（今東京都港區西麻布），工程學者，專長於航空工程、太空工程，獲譽日本火箭科學之父。
小行星25143得名絲川英夫，以紀念他對日本科學界與太空科學的貢獻。

## 生平
父親是麻布笄小学校的教師。
英夫的名字的來源是，1912年的東大銀時計畢業者鳩山秀夫，喜歡秀夫的父親便以此命名。
小學在六本木就讀，後來跨越學區進入麻布的南山小學校就讀，又越級畢業。所以中學校生活在東京青山成長。
之後考取第一東京市立中、東京高校理科甲類。
1935年，畢業於東京帝國大學工學院航空學科。
第二次世界大戰期間，在中島飛機工作，曾參與日本陸軍九七式戰鬥機、一式戰鬥機、二式單座戰鬥機的設計。
1941年，在千葉縣的東京帝國大學第二工學院擔任助理教授。
1948年，成為東京大學教授。1949年，取得東京大學工學博士學位。
1955年，在東京大学生産技術研究所，開發Pencil Rocket。

## 外部連結
- ISASニュース　1999・4　特集：糸川英夫先生を送る （页面存档备份，存于）
- 糸川英夫 （页面存档备份，存于）（岩手県二戸市シビックセンター）
- 糸川英夫博士制作・３号機のリメイク （页面存档备份，存于） - 糸川が試作したヴァイオリンの入手・評価・リメイク
- 日本の宇宙開発の父 糸川英夫 生誕100年記念サイト （页面存档备份，存于）
- 糸川英夫生誕100周年記念事業実行委員会